# Limbach bei Neudau
Limbach bei Neudau là một đô thị thuộc huyện Hartberg thuộc bang Steiermark, nước Áo. Đô thị Limbach bei Neudau có diện tích 7,71 km², dân số thời điểm cuối năm 2005 là 334 người.